# Consulat d'Algérie à Rouen
Le consulat d'Algérie à Rouen est une représentation consulaire de la République algérienne démocratique et populaire en France. Il est situé à Rouen, en Normandie. Il couvre les départements suivants : Calvados, Eure, Manche, Orne et Seine-Maritime.
En janvier 2023, celui-ci n'est toujours pas ouvert.